# Jamie Salazar
Jamie Salazar (Santiago del Cile, 18 ottobre 1965) è un batterista cileno naturalizzato statunitense, noto prevalentemente per la sua militanza nei The Flower Kings.

## Biografia
Iniziata l'attività negli anni ottanta, il suo primo impegno significativo fu con l'ex componente della Mahavishnu Orchestra Jonas Hellborg, con il quale partecipò a diversi tour dal 1987 al 1990.
Nel 1994, è stato reclutato dal chitarrista rock progressivo Roine Stolt per lavorare al suo album The Flower Kings. 
L'accoglienza positiva ricevuta dall'album ha confermato la scelta di Stolt e Salazar rimase nella band fino al 2001. Ha anche suonato nell'album solista di Stolt del 1998 Hydrophonia.

## Discografia

### Solista
- 2006 - My Heavy Heart

### Con i The Flower Kings
- 1995 – Back in the World of Adventures
- 1996 – Retropolis
- 1997 – Stardust We Are
- 1999 – Flower Power
- 2000 – Space Revolver

### Con i Tangent
- 2007 - Going of On One
- 2022 - Songs From the Hard Shoulder